# Oldsmobile 80
Der Oldsmobile 80, auch noch – wie sein Vorgänger – Oldsmobile L-Serie genannt,  war ein PKW der Oberklasse, der nur im Modelljahr 1939 von Oldsmobile, einer Marke von General Motors, gebaut wurde. Er war das Spitzenmodell der Marke.
Wie sein Vorgänger war der 80 mit einem seitengesteuerten Reihenachtzylindermotor mit 4211 cm³ Hubraum ausgestattet, der bei 3400 min−1 eine Leistung von 110 bhp (81 kW) entwickelte. Gegenüber dem Vorgänger war der 80 mit einer etwas niedrigeren Gürtellinie und eleganter geschwungenen Kotflügeln vorne ausgestattet. Neben dem Haupt-Kühlergrill unter der Alligator-Motorhaube trug er kleine Seitengrills unter den Scheinwerfern.
Der 80 war als 2- oder 4-türige Limousine mit fünf Sitzplätzen, als 2-türiges Club- oder Business-Coupé mit drei Sitzplätzen oder als 2-türiges Cabriolet mit drei Sitzplätzen erhältlich.
In diesem einzigen Modelljahr entstanden 16.165 Exemplare, ¾ davon 4-türige Limousinen.
1940 folgte der Oldsmobile 90 dem 80 nach.